# Rome: Total War: Alexander
Rome: Total War: Alexander (с англ. — «Рим: Тотальная война: Александр») — второе официальное дополнение к Rome: Total War, выпущенное летом 2006 года. Feral Interactive выпустила версию для macOS 24 февраля 2017 года, и для iPad — 27 июля 2017 года. Версии игры для iPhone и Android вышли 24 октября 2019 года. 29 апреля 2021 года ремастер дополнения вышел в составе сборника Total War: ROME REMASTERED.

## Отличия от оригинальной игры
В Alexander, в отличие от всех других игр серии Total War, можно играть всего за одну фракцию — Македонию под предводительством Александра Македонского. Также присутствуют ещё фракция Варвары — народы Подунавья, Иллирика, Причерноморья, Поволжья и Средней Азии. На дальнем востоке находится Индия, а большую часть карты, сильно расширенной на восток, но урезанной с запада, занимает великая Персидская империя. Тактика македонян и персов абсолютно различна. Персы полагаются на громадное численное превосходство, тяжёлую конницу, лучников, колесницы и боевых слонов. Македоняне полагаются на дисциплинированную фалангу и тяжёлых всадников, прикрывающих фланги. Из игры были убраны почти все новшества, привнесенные в серию первым дополнением к Rome: Total War — Barbarion Invasion, а также дипломатия.

## Фракции
В игре Rome: Total War — Alexander представлено семь фракций.

### Варварские фракции
- Скифия. Армия скифов состоит из всадников-налетчиков, вооружённых луками, при этом в ней почти отсутствует пехота. Скифы не представляют угрозы для македонян, но их трудно победить. Кроме того, густые леса блокируют всю землю рядом со столицей скифов.
- Дахи. Соседние варварские народы: иллирийцы, фракийцы, сарматы и скифы, живущие в независимых городах. Похожи на варварские фракции в оригинальной игре. Контролируют различные территории на севере карты.
- Иллирия. Иллирийцы контролируют западную половину Балкан со столицей в Эпидамне. Их армия состоит из топорщиков и пехоты, а также незначительного числа кавалерии. Как и их соседи, фракийцы — это варварская нация и опасный враг.

### Македонские фракции
- Македония. В начале игры под контролем Македонии находится большая часть Греции. Армия македонян аналогична оригинальной игре, она состоит из гоплитов и мощной кавалерии. Македоняне испытывают недостаток в лучниках. В армии есть также элитное подразделение, которое возглавляет сам Александр Македонский.

### Восточные фракции
- Персия. Персидская армия Дария III состоит из множества войск — от слабо оснащенной пехоты и лучников до мощной кавалерии и элитных войск, таких как Бессмертные. Также в нее входят наемники из Греции и Фригии, а также индийские боевые слоны. Персидские войска широко используют колесницы, на которых ездят генералы. Персидская империя династии Ахеменидов обширна, она контролирует всю Анатолию, Египет, современный Ирак, Иран, Афганистан и даже западную Индию.
- Индия. Индийские королевства имеют армии, состоящие из легкобронированных войск, колесниц и военных слонов. Индии нет в однопользовательской кампании.

### Повстанцы
- Повстанцы. Повстанцы — необычная фракция. На протяжении всей серии повстанцы олицетворяли собой мятежные провинции и различные мелкие фракции. В отличие от большинства игр серии, в Rome: Total War — Alexander нет «повстанческой» провинции в начале игры, повстанцы появляются позже, когда восстает завоёванная провинция, когда игрок побеждает Персию (исторический факт) или когда рейтинг «общественного порядка» провинции падает ниже определенного уровня. Фракция повстанцев не может быть уничтожена полностью.

## Нововведения
Нововведений в Alexander практически нет. Единственное новшество — новая карта мира, впервые в серии, если не считать любительские модификации, карта была значительно расширена на восток, при этом урезана с запада. На прохождение игровой кампании игроку отводится ровно 100 ходов, что довольно мало, ведь для победы необходимо захватить 30 городов. Тем не менее, этот жесткий срок немного прибавляет реалистичности, так как Александр Македонский сумел покорить большую часть известного на тот момент мира, всего за 13 лет (если считать от смерти его отца Филиппа Македонского и до смерти самого Александра).

## Особенности игры
В Alexander существует возможность принять участие в шести исторических сражениях, от битвы при Херонее, имевшей место ещё до выступления Александра в поход на Персию до битвы у Гидаспа, причём для того, чтобы открыть доступ к более поздним битвам, исторические сражения должны быть сыграны на сложности не ниже чем «Средняя». Роль военачальника, по сравнению с оригинальным Rome: Total War, увеличена: вся вражеская армия может быть обращена в бегство, если её предводитель убит или покинул поле боя. В случае же смерти или обращения в бегство личного отряда Александра, битва автоматически считается проигранной. Выдерживая стиль оригинального Total war, каждая фракция дополнения имеет свою уникальную культуру (выражается в архитектуре фракции и её наборе отрядов). Имея ограничение в 100 ходов, игра позволяет Александру прожить более 33 лет, хотя исторически он скончался именно в этом возрасте.